# Santo Domingo (Panama, Chiriquí)
Pour les articles homonymes, voir Santo Domingo.
Santo Domingo est un corregimiento situé dans le district de Bugaba, province de Chiriquí, au Panama. En 2010, la localité comptait 2 625 habitants.